# チャールズ・タウンゼンド (1769-1796)
チャールズ・パトリック・トマス・タウンゼンド卿（英語: Lord Charles Patrick Thomas Townshend、1769年1月6日 – 1796年5月27日）は、グレートブリテン王国の庶民院議員。当選から2日後に殺害されたことで知られる。

## 生涯
初代タウンゼンド侯爵ジョージ・タウンゼンドとシャーロット・コンプトンの四男として、1769年1月6日に生まれた。1786年にエディンバラ大学を卒業、同年にリンカーン法曹院に入り1793年に弁護士資格免許を得た。1793年にロバート・クライヴのインド歩兵中隊の中尉になり、同年に第88歩兵連隊に転じ、翌1794年に第118歩兵連隊の中佐に昇進した。
1796年イギリス総選挙ではグレート・ヤーマス選挙区から出馬して庶民院議員に当選した。当選後は兄フレデリックとともに馬車でロンドンに向かうが、馬車がロンドンに到着すると、チャールズは車内で射殺されていることが発見された。フレデリックはチャールズを殺害した容疑で逮捕されたが、裁判では証拠が不十分とされた。チャールズが出発前夜に精神疾患の兆候を示していたとの証言があったが、酔っていただけとの意見もあり、またフレデリック自身の証言は矛盾点があったものの宗教に関する議論の後に自殺したとしている。フレデリックがロンドンまであと約7マイルのところでピストルを窓外に捨てたとの証言があったが、最終的には下手人は不明とされた。
チャールズ・タウンゼンドは生涯未婚だった。